# 1972年夏季残疾人奥林匹克运动会牙买加代表团
1972年夏季残疾人奥林匹克运动会牙买加代表团是牙买加派出的1972年夏季残疾人奥林匹克运动会代表团。获得8枚金牌、3枚银牌和4枚铜牌。